# Kreuz Neuss-West
Kreuz Neuss-West is een knooppunt in de Duitse deelstaat Noordrijn-Westfalen.
Op dit knooppunt sluit de A46 Heinsberg-Neuss aan op de A57 Krefeld-Keulen, in het Metropoolgebied Rijn-Ruhr.

## Geografie
Het knooppunt ligt in het westen van de stad Neuss.
Nabijgelegen stadsdelen zijn Neuss-centrum, Pomona en Reuschenberg.
Het knooppunt ligt ongeveer 2,5 km ten zuidwesten van het centrum Neuss, ongeveer 11 km ten zuidwesten van Düsseldorf en ongeveer 18 km ten zuiden van Krefeld.
Ten oosten van het knooppunt tot aan het Kreuz Neuss-Süd lopen de A46 en de A57 samen.

## Naamgeving
Het knooppunt is vernoemd naar de voormalige aansluiting Neuss-West, die voordat het knooppunt gereedkwam al bestond. Omdat de afrit naar het onderliggend wegennet nog bestaat wordt het knooppunt ook weleens het Kreuz Neuss-West genoemd.

## Configuratie
Het knooppunt heeft geen eenduidige vormgeving, en is volledig. Opvallend is dat men vanuit Mönchengladbach links moet uitvoegen om de afrit Neuss-West te nemen. De A46 telt 2x2 rijstroken en voegt in op de A57 die 2x3 rijstroken telt. Beide nummers zijn tot aan het Kreuz Neuss-Süd dubbelgenummerd. Oorspronkelijk was de aansluiting een halfklaverblad met verkeerslichten en een bypass voor verkeer vanaf Mönchengladbach naar Düsseldorf. Later is dit omgebouwd naar een ongelijkvloerse aansluiting voor al het snelwegverkeer. De afrit Neuss-West is nog wel met verkeerslichten. Het knooppunt ligt circa 40 meter boven zeeniveau aan de westkant van de 150.000 inwoners tellende stad Neuss.

## Geschiedenis
Reeds in 1959 is de A57 opengesteld tussen Neuss-West en Neuss-Norf, dit is tevens het oudste deel van de A57. In 1972 volgde het deel tussen Moers-Kapellen en Neuss-West. Eind jaren 70 is de A46 ten westen van Neuss opengesteld, maar een volwaardige aansluiting op de A57 is pas in 2007 opengesteld. Het Dreieck Neuss-West is daarmee ook een van de jongste knooppunten in Nordrhein-Westfalen.
Bijzonderheid
Een vanuit Neuss komende lokale weg loopt noord-zuid naadloos over in de A46. Op de A46 vanuit het zuiden ligt op het knooppunt daarom een afrit aan de linkerkant van de weg.

## Verkeersintensiteiten
Dagelijks passeren ongeveer 120.000 voertuigen het knooppunt.
| Van                      | Naar                         | Gemiddeld aantal voertuigen per dag | Percentage vrachtverkeer |
| ------------------------ | ---------------------------- | ----------------------------------- | ------------------------ |
| AS Neuss-Holzheim (A 46) | AK Neuss-West                | 058.900                             | 11,8 %                   |
| AK Neuss-West            | Jülicher Landstraße          | geen telgegevens                    | geen telgegevens         |
| AS Büttgen (A 57)        | AK Neuss-West                | 105.300                             | 10,3 %                   |
| AK Neuss-West            | AS Neuss-Reuschenberg (A 57) | 105.100                             | 10,1 %                   |

## Richtingen knooppunt
| Aansluitende wegen                         | Aansluitende wegen | Aansluitende wegen | Aansluitende wegen | Aansluitende wegen                                 |
| ------------------------------------------ | ------------------ | ------------------ | ------------------ | -------------------------------------------------- |
| richting Büttgen Düsseldorf-Nord / Krefeld |                    |                    |                    | Jülicher Landstraße richting Neuss-Zentrum         |
|                                            |                    |                    |                    |                                                    |
|                                            |                    |                    |                    |                                                    |
|                                            |                    |                    |                    |                                                    |
| richting Neuss-Holzheim Aken / Heinsberg   |                    |                    |                    | richting Neuss-Süd / Düsseldorf Wuppertal / Keulen |